# Kalle Palander
Kalle Palander (født 2. maj 1977 i Tornio, Finland) er en finsk alpin skiløber, der har vundet adskillige World Cup-sejre, en VM-guldmedalje samt en samlet World Cup sejr. Resultaterne har gjort Palander til sit lands mest succesfulde alpine skiløber nogensinde.

## Resultater
Højdepunktet i Palanders karriere kom ved VM i 1999, hvor han sikrede sig guldmedaljen i favoritdisciplinen slalom. Han vandt i 2003 den samlede World Cup-sejr i slalom og står noteret for 14 individuelle World Cup sejre gennem karrieren.